# Andreas Gursky
Andreas Gursky (Leipzig, 15 de janeiro de 1955) é um fotógrafo alemão e professor na Kunstakademie Düsseldorf, Alemanha.
Gursky é conhecido pela sua fotografia colorida de grandes dimensões, representativa de arquitetura e paisagens, muitas vezes usando um ponto de vista elevado. Os seus trabalhos têm alcançado alguns dos preços mais elevados do mercado de arte entre os fotógrafos vivos. A sua fotografia Rhein II foi vendida por $ 4.338.500 em 8 de novembro de 2011, então um recorde mundial para a fotografia mais cara.
Gursky divide um estúdio com os colegas fotógrafos Laurenz Berges, Thomas Ruff e Axel Hütte na Hansaallee, em Düsseldorf. O prédio, uma antiga estação de eletricidade, foi transformado em estúdio de artistas e habitação, em 2001, pelos arquitetos Herzog & de Meuron, autores da Tate Modern. Em 2010-2011, os arquitetos trabalharam novamente no prédio, projetando uma galeria no porão.

## Educação
Gursky nasceu em Leipzig, Alemanha Oriental, em 1955. A sua família mudou-se para a Alemanha Ocidental, primeiro para Essen e depois para Düsseldorf no final de 1957. De 1978 a 1981, frequentou a Universität Gesamthochschule Essen, onde estudou comunicação visual, orientado pelos fotógrafos Otto Steinert e Michael Schmidt. Diz-se que Gursky frequentou a universidade para ouvir Otto Steinert, no entanto Steinert morreu em 1978 e Gursky só pôde assistir a algumas de suas palestras.
Entre 1981 e 1987 Gursky estudou na Academia de Arte de Düsseldorf, onde foi influenciado pelos seus professores Hilla e Bernd Becher, uma dupla fotográfica conhecida pelo seu método distinto e desapaixonado de catalogar sistematicamente maquinaria industrial e arquitetura. Gursky demonstra uma abordagem igualmente metódica na sua própria fotografia em larga escala. Outras influências notáveis são o fotógrafo de paisagens britânico John Davies, cujas imagens altamente detalhadas de pontos de vista elevados tiveram um forte efeito nas fotografias de rua de Gursky, e em menor grau o fotógrafo americano Joel Sternfeld.

## Carreira e estilo
Antes da década de 1990, Gursky não manipulava digitalmente as suas imagens. Nos anos seguintes, Gursky foi franco sobre a sua dependência dos computadores para editar e aprimorar suas fotos, criando uma arte de espaços maiores do que os assuntos fotografados. Escrevendo na revista The New Yorker, o crítico Peter Schjeldahl chamou essas fotos de "vastas", " espalhafatosas", "divertidas" e "literalmente inacreditáveis". Na mesma publicação, o crítico Calvin Tomkins descreveu Gursky como um dos "dois mestres" da escola de "Düsseldorf".
A perspectiva em muitas das fotografias de Gursky é alcançada de um ponto de vista elevado. Essa posição permite ao espectador encontrar cenas, abrangendo tanto o centro quanto a periferia, que normalmente estão fora de alcance. Essa perspectiva abrangente tem sido associada a um compromisso com a globalização. Visualmente, Gursky é atraído por espaços grandes e anónimos feitos pelo homem - fachadas de arranha-céus à noite, saguões de escritórios, bolsas de valores, interiores de grandes lojas (veja-se a sua impressão 99 Cent II Diptychon ). Numa retrospectiva de 2001, o Museu de Arte Moderna de Nova Iorque descreveu o trabalho do artista como "uma arte sofisticada de observação despojada. É graças à engenhosidade das ficções de Gursky que reconhecemos o seu mundo como o nosso." O estilo de Gursky é enigmático e inexpressivo. Há pouca ou nenhuma explicação ou manipulação nas obras. A sua fotografia é directa.

## Mercado de arte
A maioria das fotografias de Gursky vêm em edições de seis com duas provas do artista.
Desde 2010, Gursky é representado pela Gagosian Gallery.  Desde o final de 2011, detém o recorde actual do preço mais alto pago em leilão por uma única imagem fotográfica. A sua impressão Rhein II foi vendida por US $ 4.338.500 na Christie's, Nova Iorque, em 8 de Novembro de 2011. Em 2013, Chicago Board of Trade III (1999–2009) foi vendida por 2,2 milhões de libras, um recorde de leilão para uma foto deste género de Gursky.
Gursky exibiu o seu trabalho pela primeira vez na Alemanha em 1985. A sua primeira exposição individual na galeria foi realizada na Galerie Johnen & Schöttle, Colónia, em 1988. A primeira exposição individual de Gursky num museu nos Estados Unidos foi inaugurada no Milwaukee Art Museum em 1998, e o seu trabalho foi o tema de uma retrospectiva organizada pelo Museu de Arte Moderna de Nova Iorque, em 2001. Outras exposições em museus incluem Werke-Works 80-08, Kunstmuseen Krefeld (2008); e na Haus der Kunst, Munique (2007, e turnê). O seu trabalho foi visto em exposições internacionais, incluindo a Internationale Foto-Triennale em Esslingen (1989 e 1995), a Bienal de Veneza (1990 e 2004) e a Bienal de Sydney (1996 e 2000).

## Coleções
O trabalho de Gursky está representado, entre outras, nas seguintes coleções públicas:
- Centre Pompidou, Paris
- Metropolitan Museum of Art, Nova Iorque
- Museu de Arte Moderna, Nova Iorque
- Museu de Arte Moderna, São Francisco
- Museu Coleção Berardo, Lisboa
- Tate Modern, Londres